# Paul Barth (gitarrtillverkare)
Paul Barth, född 1 november 1908 i San Mateo County i Kalifornien, död i oktober 1973 i Riverside i Kalifornien, var brorson till gitarrmakaren John Dopyera och grundade tillsammans med Adolph Rickenbacker och George Beauchamp företaget Ro-Pat-In (ElectRO-PATent-INdustries) som senare blev instrumenttillverkaren Rickenbacker.
Paul Barth arbetade som tekniker vid National Guitar Company redan i unga år. Här blev han bekant med musikern George Beauchamp som sedan länge arbetat med att förstärka ljudet från akustiska gitarrer för att de skulle kunna hävda sig mot ljudstarkare instrument i orkestrar. Tillsammans byggde de två vännerna med hjälp av ett par hästskomagneter och lite koppartråd en prototyp av den första moderna gitarrpickupen år 1931. Pickupen monterades på en av de lap steel gitarrer som national producerade, och resultatet - kallat "stekpannan" (the frying pan) på grund av sin form med en liten rund kropp och lång, smal hals - blev en av världens första elektriska gitarrer, kanske den allra första.
1932 bröt sig Barth (då 17 år gammal) och Beauchamp ut från National och grundade tillsammans med en av Nationals leverantörer - schweizaren och mekanikern Adolph Rickenbacher - företaget Ro-Pat-In vars syfte var att tillverka och sälja elektriska stränginstrument, framförallt gitarrer. 1934 döptes gitarrerna till "Rickenbacker" och företaget bytte namn till Electro String Corporation.Hur som helst kom gitarren oftast att gå under namnet Frying pan (stekpannan). Den famösa stekpannan patenterades av Beauchamp 1934 (patentet gick igenom den 10 augusti 1937) och blev en milstolpe i gitarrhistorien som den första riktiga elektriska gitarren.
1935 lanserade företaget flera nya modeller, bland annat "Model "B" Electric Spanish guitar" som vanligen betraktas som den första serietillverkade solida elgitarren.
Paul Barth ledde företaget fram till 1953, då det såldes till Francis C. Hall som fram till dess varit exklusiv leverantör av Fenders elgitarrer.